# 黄培诗案
黄培诗案，清康熙五年（1666年）發生的文字獄，告發黃培的人是家僕黃寬之孫黃元衡。
黃培是山東即墨人，在明朝官至錦衣衛都指揮使，明亡後，隱居在家。黄培好作诗，且多触时忌。至於告發黄培的人叫黄元衡，他的祖父黄宽是黄家的家奴。黃元衡本姓姜，在他考中進士後，為了解除與黃家的主僕名分，向官府控告黃家私收藏有「悖逆」的書籍。此案株连二百餘人，先后经数年，最後判决黄培执行绞刑，康熙八年，黄培伏法。 
黄培诗案還牽連到顾炎武。早年章丘人谢长吉因无力偿还所欠顾炎武的巨款而抵押十頃田地。谢长吉见顾长年在外，想夺回偿债的田地。他私下去找到黃元衡，两人编造出了顾炎武是黄培诗案同案犯。康熙八年，谢长吉趁黄培诗案控告顾炎武指控陈济生的《忠节录》是顾炎武搜辑刻印。顾炎武闻讯后，立即至济南投案。顾炎武为此被囚禁近7個月，经李因篤等人营救才出狱。